# Coelotes simoni
Coelotes simoni är en spindelart som beskrevs av Embrik Strand 1907. Coelotes simoni ingår i släktet Coelotes och familjen mörkerspindlar.
Artens utbredningsområde är Frankrike. Inga underarter finns listade i Catalogue of Life.